# Отрембский, Ян
Ян Ще́пан Отре́мбский (пол. Jan Szczepan Otrębski; 1889, Пилица — 1971, Познань) — польский филолог.

## Биография
Родился 8 декабря 1889 года в Пилице Олькушского уезда Келецкой губернии. Учился в Варшавском университете. Поступил на медицинский факультет, но через два месяца после начала занятий перевёлся на историко-филологический факультет, где выбрал специальность «славянская филология».
Написанная им в 1912 году работа «Описание белорусских говоров Виленской губернии» принесла ему в 1913 году золотую медаль и освобождение от необходимости писать кандидатскую (дипломную) работу.
После стипендиальной поездки в Лейпциг Отрембский принял руководство кафедрой истории польского языка в Варшавском университете. В Лейпциге Отрембский познакомился с языковедом Э. Виндишем, которому понравился оригинальными идеями в области истории санскрита. Впоследствии Отрембский написал работу «Судьба сочетаний -ss- в санскрите».
Работу прервала война. Отрембский переехал из Лейпцига, где ему пришлось работать физически, чтобы прокормить себя и жену, в Калиш, где с 1916 по 1921 год был учителем в гимназии, по-прежнему занимаясь научной деятельностью.
Позже, просмотрев работы Отрембского Ян Розвадовский предложил ему докторантуру в Ягеллонском университете.
В 1920 году Отрембский получил степень доктора философии за работу «Намётки сравнительной грамматики индоевропейских языков». В 1921 году он стал профессором индоевропеистики и санскритской филологии в Вильнюсском университете. В 1924 году прошёл хабилитацию у Розвадовского в Ягеллонском университете. В этом же году получил звание экстраординарного профессора.
С 1928 года Отрембский сотрудничал с языковой комиссией Польской академии знаний в Комитете Орфографии.
В 1930 Отрембский стал ординарным профессором. 15 апреля 1934 года стал членом-корреспондентом Польской академии знаний.
Отрембский занимал должность декана гуманитарного факультета Университета Стефана Батория в Вильно, а в 1944 году, несмотря на войну, стал заведовать кафедрой языкознания.
Также Отрембский был членом Института Литовского языка и участвовал в работе над словарём литовского языка. В 1958 году он получил от Государственного совета ПНР Командорский крест ордена Возрождения Польши за монументальную трёхтомную грамматику литовского языка.
В 1945 году Отрембский перебрался в Познань, в Университет имени Адама Мицкевича, где принял руководство кафедрой славистики, а в 1947 году — новообразованной кафедрой балтийской филологии. На этой должности оставался до ухода на пенсию в 1960 году.
В 1949 году благодаря усилиям Отрембского был основан международный журнал «Lingua Posnaniensis».
Ян Отрембский умер 26 апреля 1971 года в Познани, где и был похоронен.
Опубликовал более 300 научных и популярно-научных работ.

## Избранная библиография
- Przyczynki do gramatyki porównawczej języków indoeuropejskich, Kraków 1919.
- Dajny litewskie, Wilno 1927.
- O tzw. Baudouinowskiej palatalizacji w językach słowiańskich, Wilno (Nakładem Towarzystwa Przyjaciół Nauk w Wilnie, z zasiłku *Ministerstwa Wyznań Rel. i Ośw. Publicznego, skład główny w Księgarni Św. Wojciecha) 1929.
- Z badań nad infiksem nosowym w jȩzykach indoeuropejskich, Kraków 1929.
- Czasowniki typu st.-słow. naricati, Praga 1929 (z okazji I Międzynarodowego Kongresu Slawistów).
- Przyczynki słowiańsko-litewskie, Wilno (Nakł. Instytutu Naukowo-Badawczego Europy Wschodniej) 1930-1935.
- Wschodniolitewskie narzecze twereckie, Warszawa 1932.
- Le traitement des groupes du type ss en sanscrit, Wilno 1932.
- O najdawniejszych polskich imionach osobowych, Wilno 1935.
- Gramatyka historyczna języka łacińskiego, Nakładem Komitetu Wydawniczego Podręczników Akademickich, Skład Główny w Kasie im. *Mianowskiego, 1937.
- Indogermanische Forschungen = Studja indoeuropeistyczne, Wilno 1939.
- Słowianie – rozwiązanie odwiecznej zagadki ich nazw, Poznań 1947.
- La Vie des mots dans la langue polonaise, Poznań 1948.
- Życie wyrazów w języku polskim, Poznań 1948.
- Teksty Litewskie, Warszawa 1957.
- Biblia Chylińskiego, tom II, Wstęp, Poznań 1958.
- Gramatyka języka litewskiego, Warszawa 1958.
- Slawizacja litewskich nazw wodnych i miejscowych, Warszawa 1963.
- Über die Vervollkommnung der Forschungsmethoden in der indoeuropäischen Sprachwissenschaft, Poznań 1963.
- Baltica in honorem Iohannis Otrębski, Białystok 1966.